# Colobostema demeijerei
Colobostema demeijerei är en tvåvingeart som beskrevs av Cook 1973. Colobostema demeijerei ingår i släktet Colobostema och familjen dyngmyggor. Inga underarter finns listade i Catalogue of Life.